# Ушбіїк
Ушбії́к (каз. Үшбиік) — село у складі Жарминського району Абайської області Казахстану. Адміністративний центр та єдиний населений пункт Ушбіїцького сільського округу.
Населення — 1265 осіб (2021; 1333 у 2009, 2050 у 1999, 2272 у 1989).
Національний склад станом на 1989 рік:
- казахи — 100 %

Станом на 1989 рік село мало статус станційного селища.